# 蓬托貝洛
18°07′26″S 40°32′27″W / 18.12389°S 40.54083°W

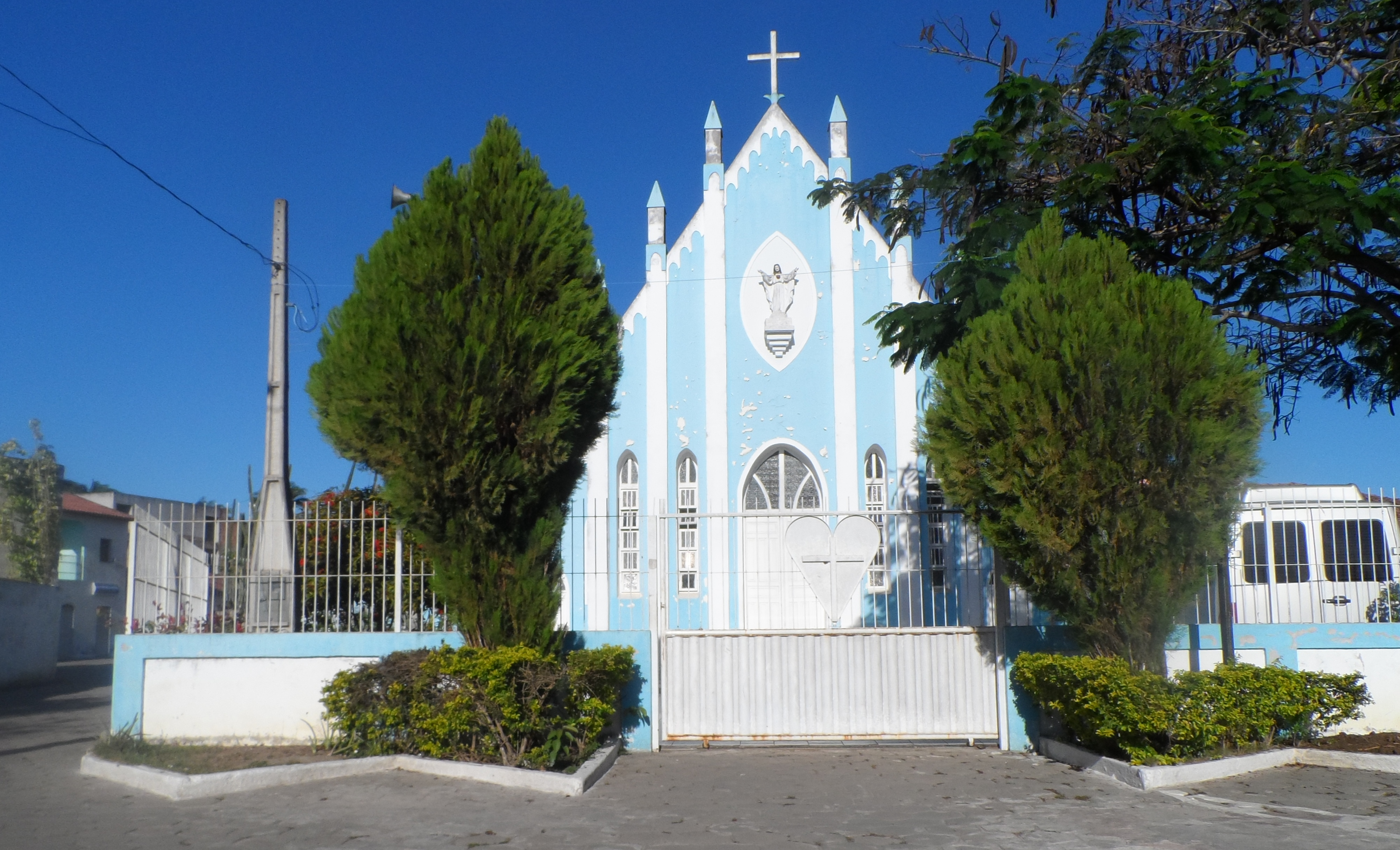
蓬托貝洛

蓬托貝洛（葡萄牙語：Ponto Belo），是巴西的城鎮，位於該國東南部，由聖埃斯皮里圖州負責管轄，始建於1994年3月30日，面積356平方公里，2010年人口6,979，人口密度每平方公里19.6人。